# Sylwester Szmyd
Sylwester Szmyd (Bydgoszcz, 2 de març de 1978) és un ciclista polonès, professional del 2001 al 2016. Excel·lent escalador, va exercir de gregari en tots els equips on va córrer. Durant la seva carrera esportiva va disputar 23 grans voltes, totes elles acabades.
La seva única victòria és una etapa al Critèrium del Dauphiné Libéré del 2009, amb final al Ventor. El 2004 va prendre part en els Jocs Olímpics d'Estiu d'Atenes.

## Palmarès
- 2009
  - Vencedor d'una etapa al Critèrium del Dauphiné Libéré

### Resultats al Giro d'Itàlia
- 2002. 44è de la classificació general
- 2003. 24è de la classificació general
- 2004. 43è de la classificació general
- 2005. 64è de la classificació general
- 2006. 19è de la classificació general
- 2007. 28è de la classificació general
- 2008. 23è de la classificació general
- 2009. 44è de la classificació general
- 2010. 60è de la classificació general
- 2011. 82è de la classificació general
- 2012. 28è de la classificació general
- 2015. 45è de la classificació general

### Resultats a la Volta a Espanya
- 2002. 29è de la classificació general
- 2004. 74è de la classificació general
- 2005. 23è de la classificació general
- 2006. 14è de la classificació general
- 2007. 25è de la classificació general
- 2009. 17è de la classificació general
- 2013. 45è de la classificació general

### Resultats al Tour de França
- 2008. 23è de la classificació general
- 2010. 61è de la classificació general
- 2011. 42è de la classificació general
- 2012. 71è de la classificació general